# Tebenna micalis
Tebenna micalis es una especie de mariposa nocturna de la familia Choreutidae.

## Distribución
T. micalis se encuentra en casi todo el mundo, aunque en Europa se distribuye al sur de la línea de Irlanda, Gran Bretaña, Francia y Eslovaquia. Fuera de Europa, fue registrada en China (Henan, Hubei, Jiangxi, Tíbet, Zhejiang), Nepal, Rusia, Japón (Honshū, Islas Ryukyu), Afganistán, Tayikistán, Uzbekistán, Turkmenistán, Islas Canarias, norte de África, Arabia, Asia Menor, Zakavkazye, Irán, Líbano, Neártico, Nueva Zelanda, Australia, etc.

## Características y hábitos
El adulto de T. micalis mide unos 13 milímetros de expansión alar. Las larvas jóvenes suelen tener hábito minador, mientras que las más grandes suelen vivir en el envés de las hojas, erosionando su superficie. Entre sus plantas hospedantes se cuentan Pulicaria dysenterica en el Reino Unido, y Arctotheca calendula, Cirsium vulgare, Erigeron canadensis, Onopordum acanthium y Xerochrysum bracteatum en Australia.

## Subespecies
Se conocen como subespecies de T. micalis:
- Tebenna micalis micalis
- Tebenna micalis dialecta Diakonoff, 1985 (Madagascar, Mauricio, Namibia y Sudáfrica).